# John Taylor (rugbista)
John Taylor (Watford, 21 luglio 1946) è un ex rugbista a 15 gallese che giocava nel ruolo di terza linea.
Ha vestito per quattro volte la maglia dei British and Irish Lions.